# Великий Листвен
Вели́кий Листве́н (укр. Вели́кий Листве́н) — село, расположенное на территории Городнянского района Черниговской области (Украина) на берегу реки Брюкова (Крюкова). Расположено в 18 км на юго-запад от райцентра Городни. Население — 738 чел. (на 2006 г.). Адрес совета: 15160, Черниговская обл., Городнянский р-он, село Великий Листвен, Першотравневая,83 , тел. 3-33-43. Ближайшая ж/д станция — Городня (линия Гомель-Бахмач), 22 км. Село основано в 1440 г. Расположен православный храм и памятник архитектуры национального значения Михайловская церковь.

## История
Близ села, на берегу реки Криновки находится городище, окружённое по периметру валом (высотой 3 м). Культурный слой практически отсутствует. При обследовании в 1967 году было обнаружено несколько невыразительных обломков гончарных сосудов.
22 сентября 1943 года в наступательном бою за село Великий Листвен Городнянского района Черниговской области Украины 18-летний командир отделения 1181-го стрелкового полка (356-я стрелковая дивизия, 61-я армия, Центральный фронт) комсомолец красноармеец Сергей Акифьев с группой бойцов попал под сильный огонь трёх вражеских пулемётов. Два из них вскоре были уничтожены. Израсходовав боеприпасы, отважный воин, спасая жизнь товарищей, своим телом закрыл амбразуру вражеского дзота… Похоронен на месте боя. Указом Президиума Верховного Совета СССР от 15 января 1944 года за образцовое выполнение боевых заданий командования на фронте борьбы с немецкими захватчиками и проявленные при этом мужество и геройство красноармейцу Акифьеву Сергею Ивановичу посмертно присвоено звание Героя Советского Союза.